# Luc Jochimsen
Luc Jochimsen (Nürnberg, 1936. március 1. –) német újságíró és politikus. A 2010-es választáson ő volt pártja szövetségi elnökjelöltje.